# Winds of Change (álbum de The Animals)
Para la canción de Scorpions véase Winds Of Change.

Winds of Change es un álbum de estudio de la banda de rock Eric Burdon & the Animals, publicado en septiembre de 1967 por MGM Records.

## Lista de canciones
1. "Winds of Change" (3:59)
2. "Poem by the Sea" (2:15)
3. "Paint It, Black" (Mick Jagger, Keith Richards) (5:57)
4. "The Black Plague" (5:58)
5. "Yes I Am Experienced" (3:38)
6. "San Franciscan Nights" (3:18)
7. "Man—Woman" (5:29)
8. "Hotel Hell" (4:46)
9. "Good Times" (2:58)
10. "Anything" (3:19)
11. "It's All Meat" (2:01)

## Créditos
- Eric Burdon - voz
- Vic Briggs - guitarra, piano
- John Weider - guitarra, violín
- Danny McCulloch - bajo
- Barry Jenkins - batería